# East Finchley

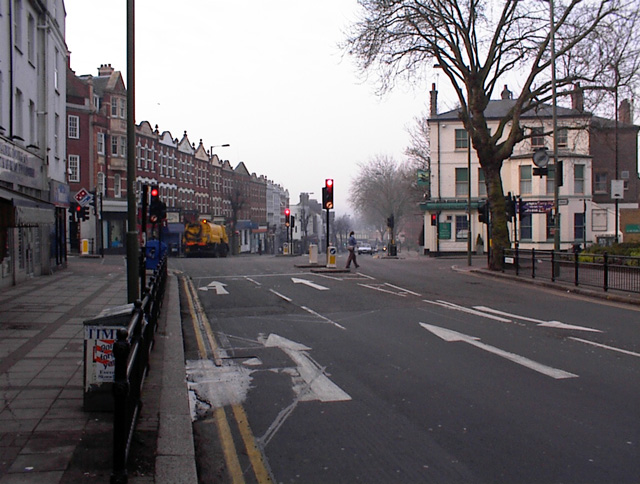
Vista de East Finchley High Road hacia el sur en la estación del metro.

East Finchley es una exclusiva área residencial en el municipio de Barnet, en el norte de Londres, Inglaterra. Está situada a 8,7 km al noroeste de Charing Cross.
Geográficamente está algo separada del resto de Finchley, con North Finchley y West Finchley al norte, y Finchley Central en el oeste.

## Historia
El terreno donde se ubica actualmente East Finchley fue una vez parte del campo de caza del Obispo de Londres. Más recientemente, fue el hogar de algunos propietarios londinenses adinerados, de los cuales varias calles llevan sus nombres (por ejemplo Summerlee Avenue, Park Hall Road). El barrio comenzó a desarrollarse en la década de 1890.

## Personas notables
- Peter Sellers vivía con su madre en 211b High Road, y  con su personaje llamado "Bluebottle" de la comedia radial Goon Show,  se refería generalmente como un boy scout de East Finchley.[1]
- Andrew Ridgeley, integrante de Wham! Grupo fundado Junto con Georgios Kyriacos Panayiotou,  (nombre real de George Michael), nació en 1962 y vivió localmente.
- George Michael, cantante muy popular en la década de 1980, nació en Church Lane.[2]
- Sir Ronald Fisher nació en East Finchley.
- Gracie Fields vivía en The Bishop's Avenue.
- Thomas Pierrepoint, el verdugo oficial británico en la década de 1900 vivió en Huntingdon Road, por casualidad, no muy lejos de donde estaba una horca del siglo XVIII en Lincoln Road.
- Amy Winehouse nació también en el barrio.
- El poeta, dramaturgo y profesor Clive Sansom nació en East Finchley en 1910.
- La actriz de comedia musical y de postal de belleza Marie Studholme vivió y murió en Croftway en Finchley Road y Studholme Corte fue nombrada después de ella.
- Jerry Springer nació en la estación de metro East Finchley en 1944 cuando sus padres vivían en Belvedere Court.